# Конвой № 3914
Конвой № 3914 — японський конвой часів Другої світової війни, проведення якого відбувалось у вересні 1943 року.
Пунктом призначення конвою був атол Трук у центральній частині Каролінських островів, де ще до війни створили потужну базу японського ВМФ, з якої до лютого 1944 року провадились операції в цілому ряді архіпелагів. Вихідним пунктом стали розташовані у Токійській затоці порти Йокосука та Йоккаїті.
До складу конвою увійшли гідроавіаносець «Кунікава-Мару», транспорти «Кейшо-Мару», «Хейва-Мару», «Кімісіма-Мару» (Kimishima Maru) під охороною есмінця «Асанагі».
Загін вийшов із Токійської затоки 15 вересня 1943 року, при цьому спершу він на короткий час зайшов до ще одного розташованого тут порту — Татеями. Маршрут конвою пролягав через кілька традиційних районів патрулювання американських підводних човнів, які зазвичай діяли поблизу східного узбережжя Японського архіпелагу, біля островів Оґасавара, Маріанських островів і на підходах до Труку. З огляду на це в якийсь момент ескорт підсилили есмінцем «Ікадзучі» і 25 вересня конвой № 3914 без втрат досягнув Труку.